# Малый Трёхгорный переулок
Ма́лый Трёхгорный переу́лок — улица в центре Москвы на Пресне между Рочдельской улицей и Нововаганьковским переулком.

## Происхождение названия
Большой, Средний и Малый Трёхгорные переулки названы в конце XIX века по расположенной вблизи улицы Трехгорный Вал. Ранее Малый Трёхгорный именовался 2-й Никольский (1-м Никольским был тогда Средний Трёхгорный) по церкви Николая Чудотворца, что в Новом Ваганькове на Трёх горах и Ваганьковский (по селу Новое Ваганьково).

## Описание
Малый Трёхгорный переулок начинается от Рочдельской улицы и проходит на север параллельно Среднему Трёхгорному переулку, заканчивается на Нововаганьковском переулке.

## Здания и сооружения
По нечётной стороне:
По чётной стороне:
- № 8/10 — журналы «Салонное чтиво», «Перевозки», «Строн»;
- № 12 — Интермост.